# Josse Bade

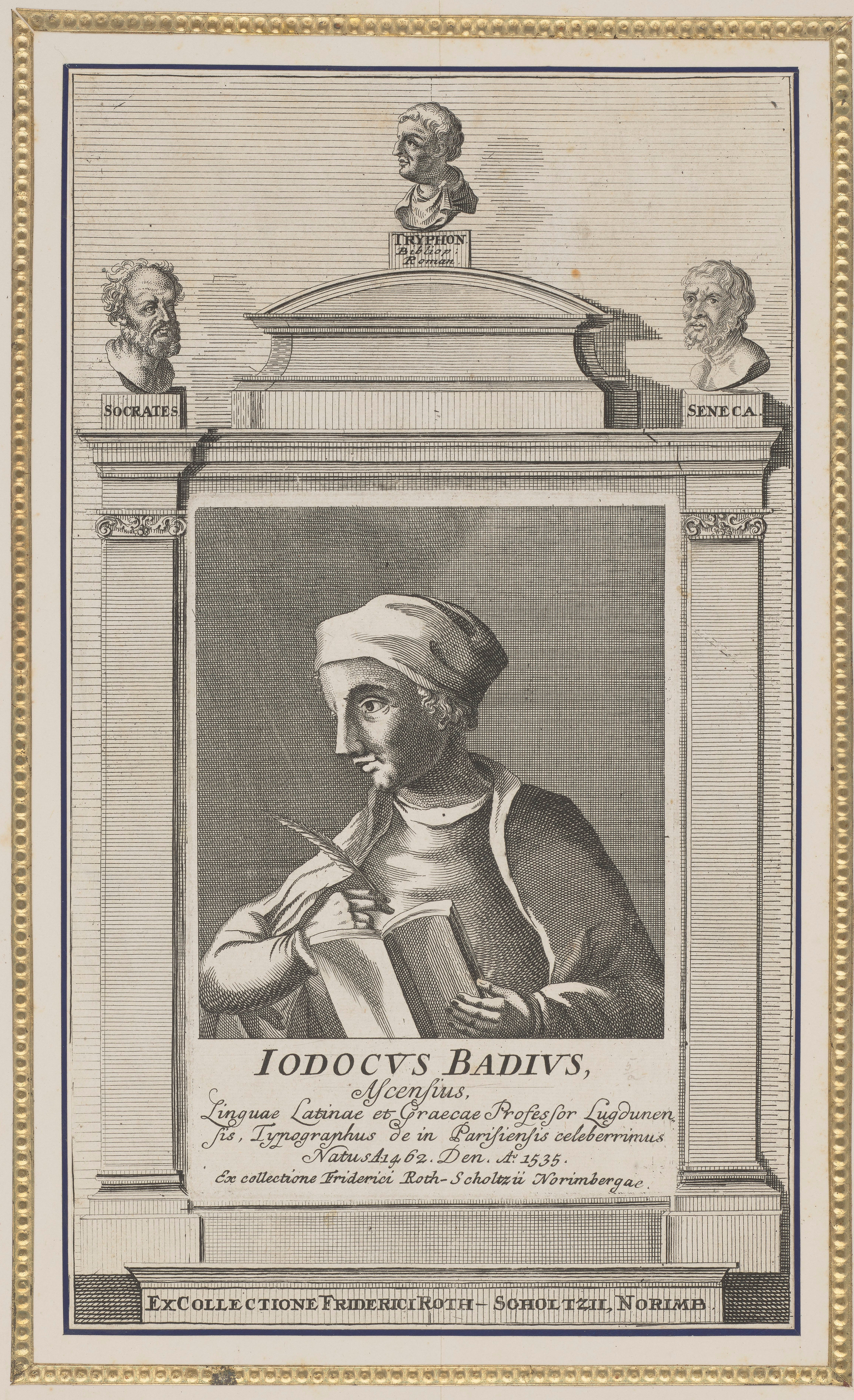
Josse Bade

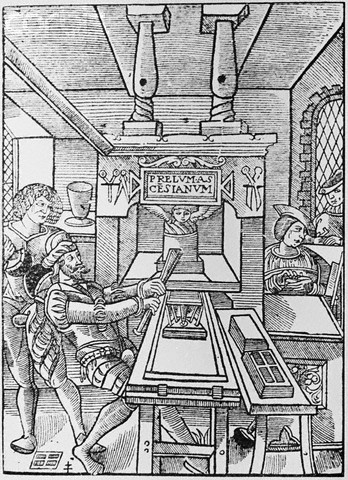
Znak drukarski Badego, 1520

Josse Bade także Jodocus Badius Ascensius (ur. ok. 1461, prawdopodobnie w Gandawie, zm. 1535) – renesansowy drukarz i wydawca. Publikował dzieła humanistów i autorów klasycznych, w tym wczesne pisma Erazma z Rotterdamu. Z tego względu uznaje się go za drukarza humanistycznego – był jednak także oficjalnym drukarzem konserwatywnego Uniwersytetu Paryskiego i przygotowywał także teksty antyhumanistyczne oraz dzieła scholastyków.

## Życie
Choć pochodził z Flandrii, działał we Francji i znany jest pod francuskim imieniem. Urodził się prawdopodobnie w Gandawie, niektóre źródła podają, że przydomek „Ascensius” pochodzi od miejscowości Asse/Asche, imię łacińskie mogło mieć niderlandzką formę „Joost van Assche”. Nauki pobierał w szkole Braci Wspólnego Życia w Gandawie. Następnie prawdopodobnie przeniósł się na Uniwersytet w Lowanium. Później uczył się we Włoszech, gdzie do jego nauczycieli należał Filippo Beroaldo. Później nauczał w Walencji i od 1492 w Lyonie. Tam też pracował jako doradca naukowy i korektor dla drukarza Jeana Trechsela. U Trechsela wydał też kilka własnych pism. W 1498, po śmiercu Trechsela, poślubił jego pasierbicę Hostelye.
W 1499 zamieszkał w Paryżu, który miał stać się miastem, w którym osiadł na stałe. Nadal pracował przy przygotowywaniu druków, od 1503 miał zaś własną drukarnię, którą otworzył dzięki pomocy księgarza Jeana Petita. Jako drukarz pracował do śmierci, od 1515 jako jeden z uprzywilejowanych libraires-jurés. Pierwsza drukarnia Bade'a w Paryżu znajdowała się przy rue des Carmes. Druga (od 1507) znajdowała się przy rue Saint-Jacques, pod ukazującym prasę drukarską znakiem „Praelum Ascensianum”, którego Bade używał także jako znaku drukarskiego. 
Jego starszy syn, prawdopodobnie Jean, zmarł w czerwcu 1526. Młodszy Conrad osiadł w Genewie, gdzie także został drukarzem. Zięciem Bade'a był inny drukarz francuski, Jean de Roigny.

## Twórczość
Bade był nie tylko wydawcą, ale też czynnym pisarzem i uczonym. Do jego dzieł należą gramatyki, traktaty moralne i poezja łacińska. Wśród dzieł tych wymienić należy Navicula stultarum mulierum, Vita Thomae à Kempis, La nef de Folles. Jest też autorem wielu przedmów do książek, które drukował. Niekiedy umieszczał w wydawanych przez siebie książkach własne adnotacje.

## Działalność drukarska
Bade należał do najbardziej aktywnych drukarzy swoich czasów. Wydrukował ponad 720 książek (Philippe Renouard w Imprimeurs & libraires parisiens du XVIe siècle, Paris 1969, notuje 785), z czego większość w swojej własnej drukarni. Przy pozostałych współpracował głównie z Jeanem Petitem, braćmi Marnef i swoim zięciem Jeanem de Roigny. Są wśród nich dzieła teologiczne, filozoficzne, gramatyki, słowniki. Są wśród nich także liczne teksty klasyczne i humanistyczne – Bade stopniowo jednak silniej wiązał się z obozem konserwatywnym. Spośród wydrukowanych przez Badego dzieł 43 zawiera teksty autorstwa Erazma, a 48 inne dzieła, w których przygotowaniu miał udział. Mimo że Bade publikował wiele tekstów przeciw Erazmowi, a później Erazm drukował niemal wyłącznie u Frobena, nadal współpracowali raczej zgodnie, a Ciceronianus zawiera rozdział, w którym porównani zostają Bade i Budé). W 1518/1519 Bade popierał obóz konserwatywny w kontrowersyjnej debacie dotyczącej Marii Magdaleny i wydrukował kilka książek na ten temat. W 1521 wydrukował skierowane przeciw Lutrowi Determinatio wydziału teologicznego Uniwersytetu Paryskiego. W 1526 i 1527 wydał dwa pisma polemiczne przeciw Lutrowi, których autorem był Jérôme de Hangest.